# Idriz Zogaj
Idriz Zogaj, född 1 oktober 1975 i byn Bellanica i Kosovo, är grundare av Svenska Minnesförbundet och nuvarande förbundsordförande, föreläsare och författare. Han är inofficiellt känd som den svenska minnessportens gudfader.

## Biografi
Idriz Zogaj kom till Sverige 1977 där familjen bosatte sig i Rosengård, Malmö. 1982 flyttade han till Biskopsgården i Göteborg. 2018 är han bosatt i Kallebäck i Göteborg.
Han tog civilingenjörsexamen i teknisk fysik vid Umeå universitet år 2002.

### Minneskarriär
År 2004 blev Zogaj den första svensken att tävla i minne när han deltog i World Memory Championship 2004 som hölls i Manchester, England, och kom där på 22:a plats.
Zogaj har sedan dess representerat Sverige i VM 2007 (28:e plats), VM 2008 (27:e plats), VM 2009 (37:e plats), VM 2010 (79:e plats), VM 2012 (VM-silver med Svenska Minneslandslaget), VM 2013 (VM-silver med Svenska Minneslandslaget), VM 2014 (VM-guld med Svenska Minneslandslaget), VM 2015 (förbundskapten), VM 2016 (förbundskapten) och VM 2017 (förbundskapten).
Zogaj har även deltagit i Austrian Open Memory Championship, French Open Memory Championship, Friendly (Cambridge) Memory Championship, German Open Memory Championship, Swedish Memory Championship, Swedish Open Memory Championship, UK Open Memory Championship, Welsh Open Memory Championship och World Adult Memory Championship.
Han har 2018 en världsranking i minne på 794.
År 2008 grundade han Svenska Minnesförbundet och året därpå grundade han Svenska Minneslandslaget där han varit förbundskapten sedan start.
År 2013 grundade han Göteborgs Minnesförbund och har varit arrangör av Göteborgsmästerskapen i minne sedan dess.
Han var också arrangör av Skandinaviska öppna minnesmästerskapen 2017.

### Övriga engagemang

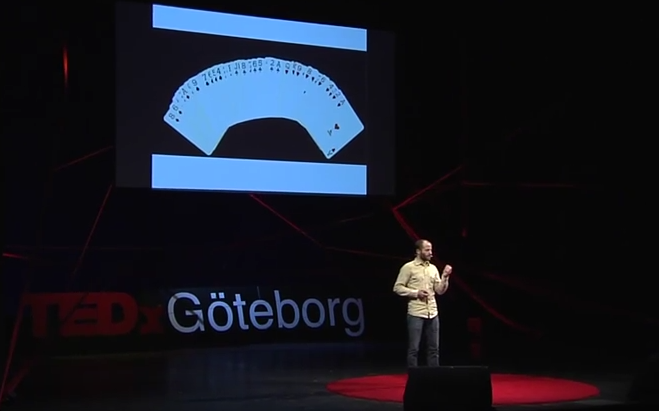
Idriz Zogaj under TedxGöteborg

Zogaj har grundat Albanska Ungdomsföreningen i Göteborg, nätverket INFF (Ingenjörer och Naturvetare för Fred) samt Svensk Albanska Studentunionen. Han var ordförande för Lundby Basket i Göteborg 2007-2009.
10 oktober 2012 deltog Zogaj i TEDxGöteborg.
Hans föreläsning har sedan dess fått över 7,6 miljoner visningar på Youtube.
Han har också varit med i två dokumentärer, "Sveriges Coolaste Landslag" och "Sveriges Bästa Minnen".
Den 8 juni 2018 deltog Zogaj och Jonas von Essen i tävlingen Lantzkampen i P1 där deras lag vann.

## Författarskap
Zogaj är författare till 4 böcker:
- "Minnets ABC", 2011, Kikkuli förlag[15]

Samt barnboksserien Minnessagor med titlarna: 
- ”Addi och Virriga pappan", 2011, Kikkuli förlag[16]
- ”Addi knäcker koden” 2012, Kikkuli förlag[17]
- "Addi och Vilda Lina", 2014, Kikkuli förlag[18]